# Oruma jezik
Oruma jezik (ISO 639-3: orr), nigersko-kongoanski jezik skupine ijoid koji za jedno s jezikom okodia [okd] čini podskupinu unutrašnjih ijo jezika. Govori ga oko 5 000 ljudi (1995) u nigerijskoj državi Bayelsa, LGA Ogbia, u gradovima Oruma i Ibelebiri.

## Vanjske poveznice
- Ethnologue (14th)
- Ethnologue (15th)